# Elette 1955-1956
Il campionato Elette 1955-1956 ha rappresentato la trentaquattresima edizione del massimo campionato italiano di pallacanestro.
Le squadre di Serie A rimangono 12 e si incontrano in un girone all'italiana con partite d'andata e ritorno. La prima in classifica vince lo scudetto e le ultime due retrocedono direttamente. La Minganti Bologna vince il suo sesto scudetto, secondo consecutivo, giungendo davanti a Borletti Milano e Necchi Pavia.

## Squadre partecipanti
| Squadra         | Stagione | Città   | Palazzetto                | Stagione precedente                  |
| --------------- | -------- | ------- | ------------------------- | ------------------------------------ |
| Mazzini Bologna | ...      | Bologna | Sala Borsa                | 1º nel Girone B in Serie B, promossa |
| S.C. Gira       | ...      | Bologna | ...                       | 4º in Serie A                        |
| Virtus Bologna  | dettagli | Bologna | Sala Borsa                | 1º in Serie A, campione              |
| Livorno Pall.   | ...      | Livorno | ...                       | 1º nel Girone C in Serie B, promossa |
| Olimpia Milano  | dettagli | Milano  | Palazzo delle Scintille   | 3º in Serie A                        |
| Pall. Pavia     | ...      | Pavia   | ...                       | 10º in Serie A                       |
| V.L. Pesaro     | ...      | Pesaro  | ...                       | 5º in Serie A                        |
| Ginnastica Roma | ...      | Roma    | ...                       | 7º in Serie A                        |
| Stella Azzurra  | ...      | Roma    | ...                       | 8º in Serie A                        |
| S.G. Triestina  | ...      | Trieste | ...                       | 2º in Serie A                        |
| Pall. Varese    | dettagli | Varese  | Palestra XXV Aprile       | 6º in Serie A                        |
| Reyer Venezia   | dettagli | Venezia | Scuola della Misericordia | 9º in Serie A                        |

## Classifica
|  | Pos. | Squadra                         | Pt | G  | V  | N | P  | PtF  | PtS  |
|  | ---- | ------------------------------- | -- | -- | -- | - | -- | ---- | ---- |
|  | 1.   | Minganti Virtus Bologna         | 38 | 22 | 19 | 0 | 3  | 1453 | 1151 |
|  | 2.   | Borletti Olimpia Milano         | 27 | 22 | 13 | 1 | 8  | 1621 | 1427 |
|  | 3.   | Necchi Pall.Pavia               | 25 | 22 | 12 | 1 | 9  | 1234 | 1234 |
|  | 4.   | Preti Gira Bologna              | 23 | 22 | 11 | 1 | 10 | 1239 | 1326 |
|  | 5.   | Ginnastica Roma                 | 22 | 22 | 11 | 0 | 11 | 1413 | 1329 |
|  | 6.   | Benelli Vuelle Pesaro           | 22 | 22 | 11 | 0 | 11 | 1354 | 1491 |
|  | 7.   | MotoMorini Cest.Mazzini Bologna | 21 | 22 | 10 | 1 | 11 | 1288 | 1254 |
|  | 8.   | Storm Pall.Varese               | 20 | 22 | 9  | 2 | 11 | 1507 | 1538 |
|  | 9.   | Stella Azzurra Roma             | 19 | 22 | 9  | 1 | 12 | 1412 | 1499 |
|  | 10.  | Reyer Venezia                   | 17 | 22 | 7  | 3 | 12 | 1338 | 1444 |
|  | 11.  | Ginnastica Triestina            | 16 | 22 | 8  | 0 | 14 | 1293 | 1448 |
|  | 12.  | Cama Pall.Livorno               | 14 | 22 | 7  | 0 | 15 | 1293 | 1385 |

Legenda:
      Campionessa d'Italia.
      Retrocessa direttamente in Serie A 1956-1957.
Regolamento:
Due punti a vittoria, un punto in caso di parità e zero a sconfitta.
In caso di arrivo a pari punti, contano gli scontri diretti.
Note:

## Risultati
| Risultati           | GR    | AT    | BP     | BM    | CL    | VB    | MB    | NP    | GB    | RV    | SR    | SV     |
| ------------------- | ----- | ----- | ------ | ----- | ----- | ----- | ----- | ----- | ----- | ----- | ----- | ------ |
| A.S. Roma           |       | 73-56 | 82-52  | 81-73 | 75-59 | 63-52 | 66-61 | 70-64 | 77-68 | 88-56 | 58-60 | 85-59  |
| Arrigoni Trieste    | 76-65 |       | 75-60  | 76-68 | 68-56 | 53-60 | 52-62 | 65-60 | 60-67 | 56-53 | 81-62 | 70-67  |
| Benelli Pesaro      | 48-46 | 53-43 |        | 58-55 | 56-51 | 59-64 | 58-50 | 74-70 | 58-49 | 79-55 | 58-55 | 72-66  |
| Borletti Milano     | 73-65 | 63-46 | 75-57  |       | 85-73 | 78-63 | 69-57 | 68-57 | 96-69 | 97-56 | 77-46 | 104-63 |
| Cama Livorno        | 53-59 | 56-51 | 86-65  | 58-73 |       | 60-79 | 56-60 | 37-39 | 67-51 | 62-60 | 68-52 | 62-56  |
| Minganti Bologna    | 64-50 | 78-57 | 83-56  | 67-48 | 54-29 |       | 69-59 | 68-47 | 55-50 | 79-37 | 71-43 | 69-46  |
| Moto Morini Bologna | 85-70 | 58-41 | 80-48  | 60-60 | 49-38 | 45-57 |       | 55-43 | 61-65 | 65-56 | 47-48 | 64-56  |
| Necchi Pavia        | 50-45 | 72-51 | 59-43  | 80-75 | 54-51 | 56-54 | 63-42 |       | 46-58 | 48-48 | 56-52 | 55-37  |
| Preti Bologna       | 61-43 | 82-44 | 80-62  | 60-69 | 72-63 | 33-70 | 43-47 | 41-45 |       | 62-50 | 67-56 | 51-51  |
| Reyer Venezia       | 46-44 | 67-58 | 90-66  | 73-60 | 90-68 | 58-60 | 54-47 | 56-45 | 55-58 |       | 72-72 | 56-56  |
| Stella Azzurra Roma | 58-56 | 96-61 | 87-104 | 66-61 | 65-78 | 61-65 | 63-61 | 62-69 | 61-69 | 86-64 |       | 73-71  |
| Storm Varese        | 55-52 | 70-53 | 90-68  | 96-94 | 72-62 | 63-72 | 79-73 | 91-56 | 90-73 | 88-86 | 85-88 |        |

## Verdetti
- Campione d'Italia:  Virtus Minganti Bologna

Formazione: Mario Alesini, Giuliano Battilani, Nino Calebotta, Achille Canna, Germano Gambini, Lamberti, Malucelli, Nardi, Carlo Negroni, Paolucci, Randi, Rizzi, Vittorio Tracuzzi, Verasani. Allenatore: Vittorio Tracuzzi.
- Retrocessioni in Serie A: Triestina Arrigoni e Cama Livorno.